# Майбах, Карл
Карл Майбах (нем. Karl Maybach; 6 июля 1879, Дойц, Кёльн, Рейнская провинция, Пруссия, Германская империя — 6 февраля 1960, Фридрихсхафен, Баден-Вюртемберг, ФРГ) — немецкий инженер и предприниматель, сын Вильгельма Майбаха. Проектировал двигатели для дирижаблей, занимался дизайном автомобилей. Один из основателей и директор компании Maybach.

## Биография
Карл Майбах родился 6 июля 1879 года в Дойце. Уже в детстве интересовался работой отца, одного из первых автомобилестроителей. В 1896 году прошёл практику в компании Daimler-Motoren-Gesellschaft. В 1901 году получил специальность механика, в следующем году посетил Лозанну и Оксфорд. В 1900-х Карл работал во множестве автомобильных предприятий, в том числе и в Daimler-Motoren-Gesellschaft в Штутгарте (1903).
Свой первый шестицилиндровый двигатель Майбах разработал в 1906 году в Париже. В 1907 году начал сотрудничество с графом Цеппелином, которому был отрекомендован отцом. После того как Вильгельм Майбах покинул Daimler, они втроём основали компанию Luftfahrzeug-Motorenbau GmbH в Биссингене для производства авиационных двигателей. Карл лично принимал участие в разработке двигателей для дирижаблей, а отец был техническим консультантом.
В 1918 году компания сменила сферу деятельности. Карл Майбах приступил к производству автомобилей и выпустил первую серийную модель марки в 1921 году. Автомобили Maybach отличались роскошью, техническими нововведениями и массивностью. В 1929 году компания выпустила свой первый автомобиль с двигателем V12, который был одним из первых автомобилей с подобным двигателем. В следующем году появился Maybach Zeppelin, наиболее удачный довоенный автомобиль марки.
В годы Второй мировой войны компания производила бензиновые двигатели для танков Третьего рейха, производство автомобилей было прекращено. После окончания войны завод во Фридрихсхафене был восстановлен для ремонта автомобилей. В 1947 году Майбах переехал в Вернон. Планировалось снова начать производство автотранспорта, но достаточных средств на это не было. Майбах покинул компанию в 1952 году.
В 1959 году Майбах получил звание почётного профессора Штутгартского политехнического института. Скончался 6 февраля 1960 года во Фридрихсхафене.